# Chinnasekkadu
Chinnasekkadu è una suddivisione dell'India, classificata come town panchayat, di 9.744 abitanti, situata nel distretto di Tiruvallur, nello stato federato del Tamil Nadu. In base al numero di abitanti la città rientra nella classe V (da 5.000 a 9.999 persone).

## Geografia fisica
La città è situata a 13° 9' 55 N e 80° 15' 36 E e ha un'altitudine di 10 m s.l.m..

## Società

### Evoluzione demografica
Al censimento del 2001 la popolazione di Chinnasekkadu assommava a 9.744 persone, delle quali 5.065 maschi e 4.679 femmine. I bambini di età inferiore o uguale ai sei anni assommavano a 1.180, dei quali 587 maschi e 593 femmine. Infine, coloro che erano in grado di saper almeno leggere e scrivere erano 7.315, dei quali 4.097 maschi e 3.218 femmine.